# Cayos Miskitos
Le Cayos Miskitos sono un arcipelago situato in prossimità della costa nord-orientale del Nicaragua, esso comprende oltre 76 formazioni marine tra cui isole, barriere coralline, isolotti di mangrovie e scogli. Sono state dichiarate area protetta dal 1991.

## Geografia
L'isola principale è Cayo Miskito (conosciuto anche come Cayo Mayor), situata al centro dell'arcipelago è quella con la superficie maggiore. Le altre isole importanti sono Cayo Maras, Cayo Nasa e Cayo Morrison Denis. La profondità delle acque è ridotta in tutta la zona e l'elevata trasparenza del mare permette di vedere il fondale in molti punti.
Nella zona sorge una base navale della marina del Nicaragua (14°23.12′N 82°43.774′W). Questa fu costruita nel 2001 per rimpiazzare una prima struttura militare che era stata distrutta nel 1996 dal passaggio dell'uragano Caesar. La presenza militare nell'area risale al 1982.

## Popolazione
La popolazione locale è composta da piccole comunità di pescatori in prevalenza appartenenti all'etnia miskito che vivono in case costruite sopra palafitte situate vicino alla costa delle isole. Nelle abitazioni non c'è elettricità e acqua potabile, gli abitanti conducono uno stile di vita semplice basato principalmente sulla pesca come mezzo di sostentamento e sul commercio del pescato in eccesso.
La religione è un aspetto importante della vita locale, nell'area è predominante la diffusione del cristianesimo, in particolare della chiesa morava e della chiesa cattolica. Nei presso di Cayo Miskito è presente un edificio di culto costruito anch'esso su palafitte.

## Flora e fauna
La particolare conformazione del suolo non permette alla popolazione lo sviluppo di attività agricole e rende impossibile la creazione di centri abitati su terra ferma. La vegetazione è composta per la maggior parte da mangrovie e da palme da cocco il cui legno è utilizzato dai pescatori locali per costruire le proprie abitazioni.
La fauna è composta da diverse specie di uccelli marini, le più diffuse sono: la fregata, il cormorano e l'airone bianco. Altre specie importanti presenti sulle isole sono la Dendroica petechia e l'Actitis macularia. Le acque sono densamente popolate e rappresentano le fonti di sostentamento e il motore dell'economia delle popolazioni locali, in particolare è diffusa la pesca delle tartarughe marine (soprattutto la Chelonia mydas), delle aragoste (Panulirus argus) e di moltissime varietà di pesci. 
Sulle isole vivono anche alcune specie di scimmia (Aluatta), di iguana (Ctenosaura similis) e geco (Gonatodes albogularis).